# Sjahmaran

Sjahmaran in Koerdische mythologie.

Sjahmaran, (زازاکی in het Sorani, شاهماران in het Perzisch, şahmaran in het Noord-Koerdisch, Şahmaran in het Turks en Zazaki) is een mythologisch wezen, dat een half-vrouw en half-slang voorstelt. De mythe vindt haar oorsprong in Indo-Iraanse alsook Turkse folklore, ze maakt vooral onderdeel van de Koerdische folklore in het bijzonder. De naam Sjahmaran bestaat uit de woorden sjah (شه of شاە) wat in het Perzisch koning betekent, en maran (ماران) (mar مار  enkelvoud) dat naar slangen vertaalt in zowel het Koerdisch als het Perzisch. Hierdoor vertaalt Sjahmaran letterlijk naar koning der slangen; in dit geval is koningin geschikter.
De exacte oorsprong is grotendeels obscuur. Mardin wordt vaak genoemd als stad van oorsprong in sommige versies van het verhaal van Tahmasp.

## Beschrijving
Sjahmaran is een mythisch wezen, half slang en half vrouw, afgebeeld als een wezen met twee hoofden met een kroon op elk hoofd, met aan het ene uiteinde een menselijk vrouwelijk hoofd en aan het andere uiteinde een slangenkop. Het menselijke deel is ook versierd met een grote ketting vergezeld met hartvormige stenen.

## Galerij

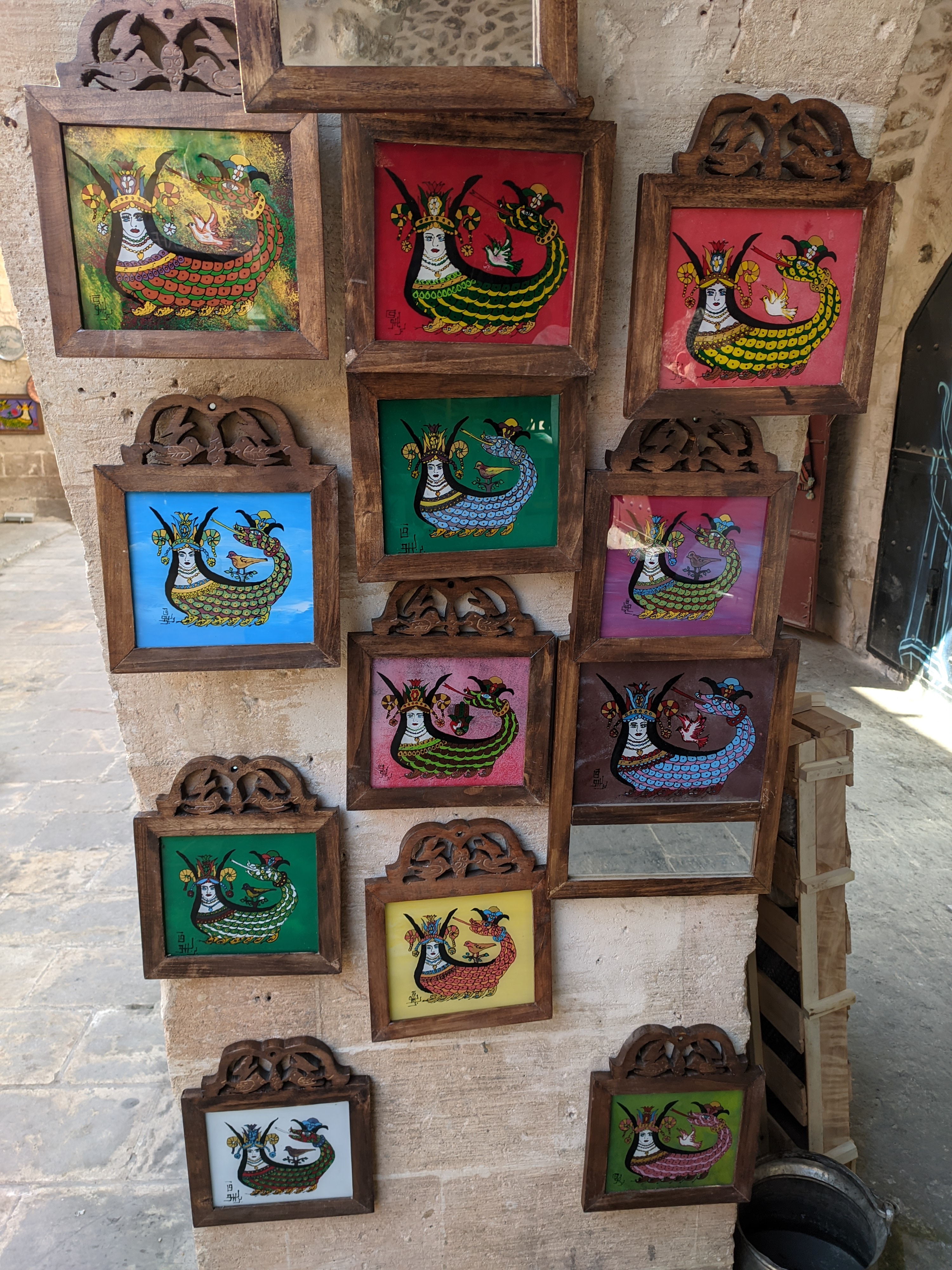
Sjahmarans te koop te Mardin.
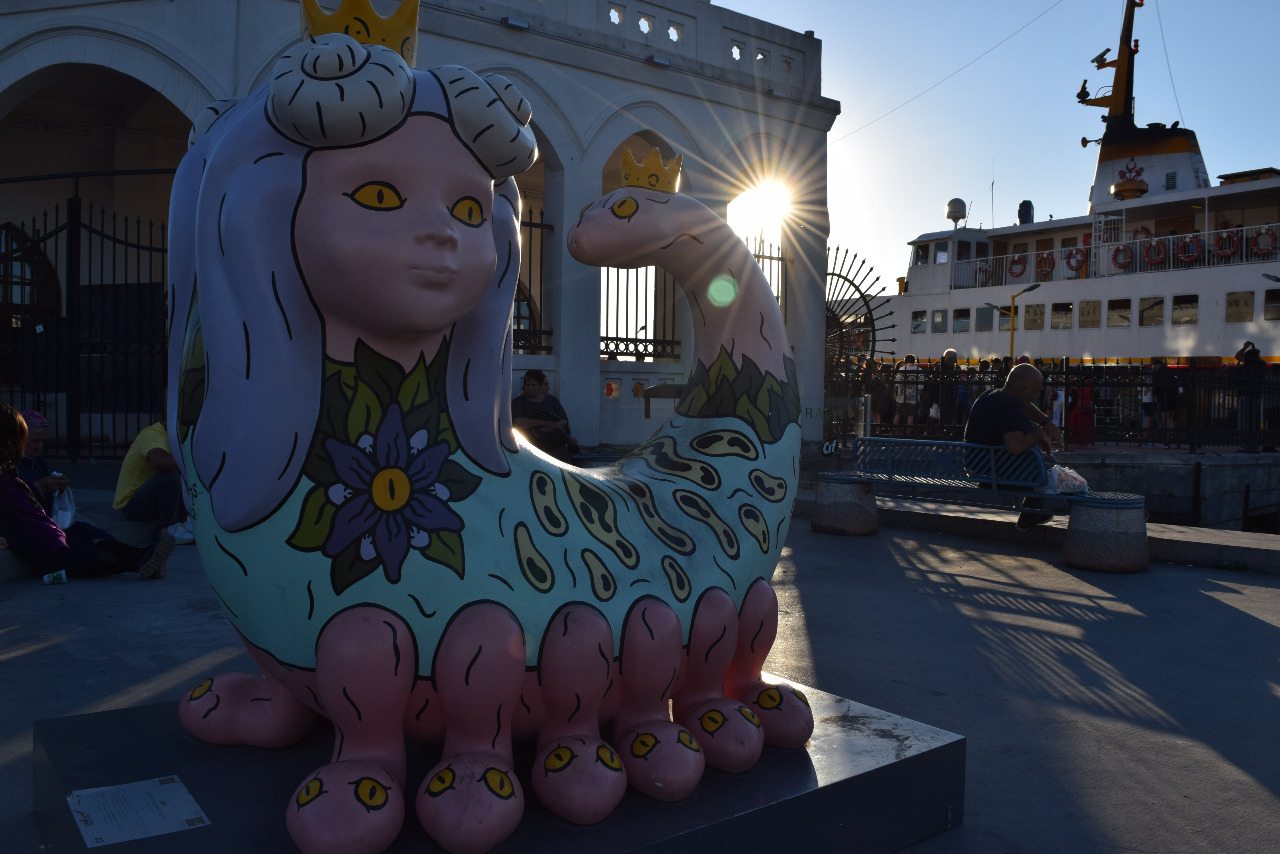
Een standbeeld van Sjahmaran te Istanboel.
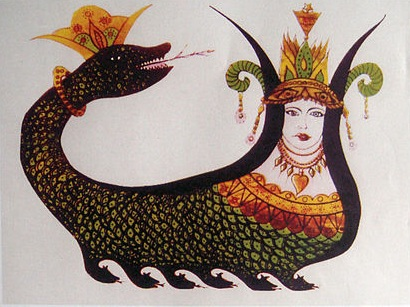
Een afbeelding van Sjahmaran.
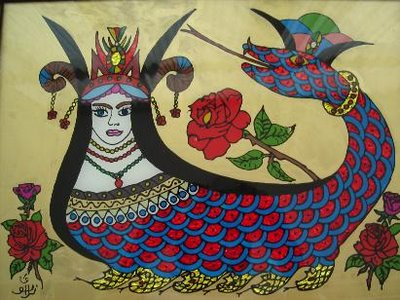
Een schilderij van Sjahmaran
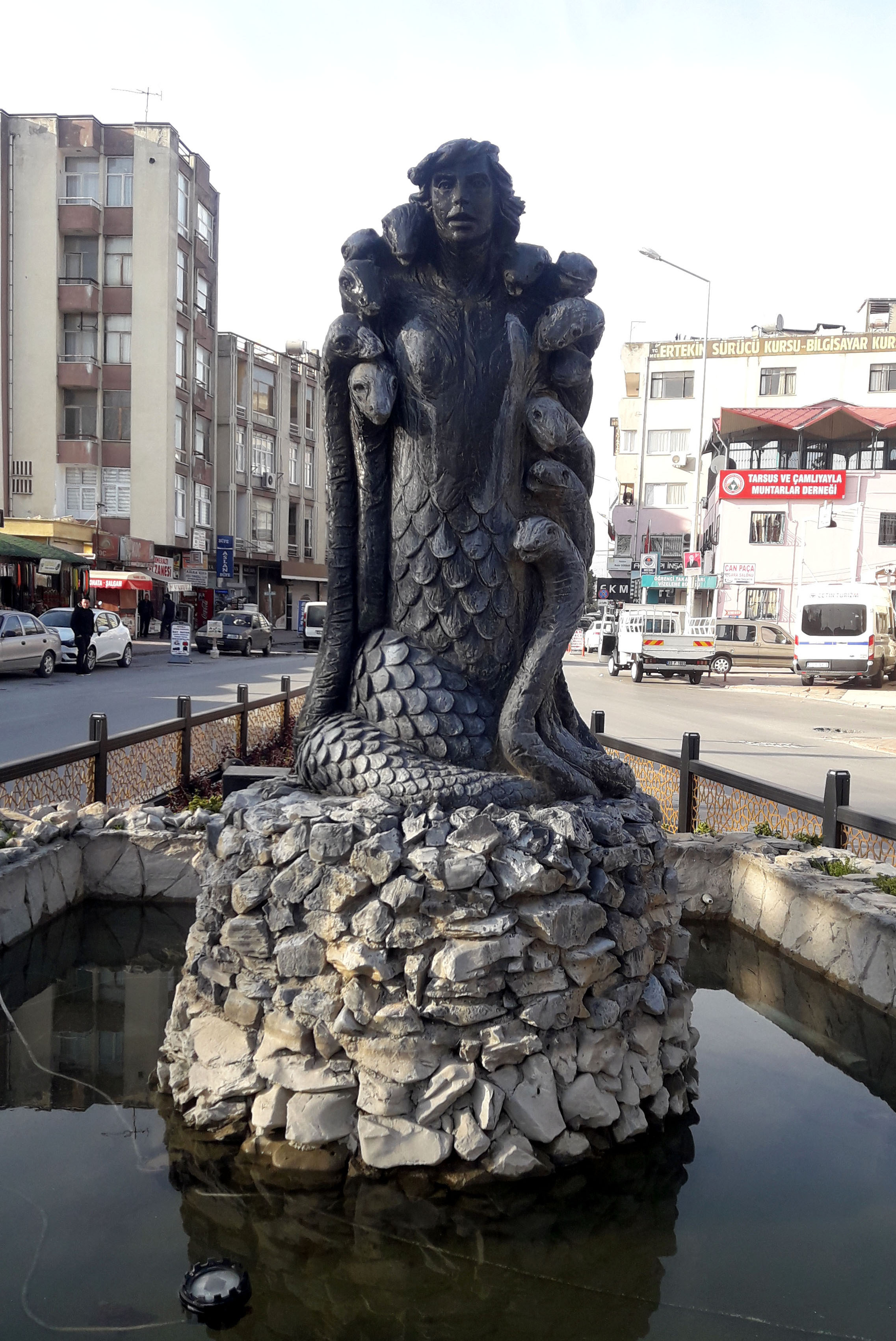
Standbeeld van Sjahmaran te Tarsus.